# Alcohol benzílic
L'alcohol benzílic és un alcohol aromàtic amb la fórmula C₆H₅CH₂OH. El grup benzil és sovint abreujat "Bn" (no s'ha de confondre amb "Bz" que s'utilitza per al benzoil), per tant l'alcohol benzílic es denota com BnOH. L'alcohol benzílic és un líquid incolor amb una agradable olor aromàtica. És un solvent útil a causa de la seva polaritat, baixa toxicitat i baixa pressió de vapor. L'alcohol benzílic té una solubilitat moderada en aigua (4 g/100 ml) i és miscible en alcohols i dietilèter. L'anió produït per la desprotonació del grup alcohòlic es coneix com a benzilat o benzilòxid.

## Presència natural
Moltes plantes produeixen alcohol benzílic de manera natural i es troba habitualment en fruites i infusions. També es troba en una gran varietat d'olis essencials com el de gessamí, el de jacint o el d'ilang-ilang. També es troba en el castori provinent dels castors.

## Síntesi
L'alcohol benzílic s'obté per hidròlisi del clorur de benzil emprant hidròxid de sodi:
C₆H₅CH₂Cl + NaOH → C₆H₅CH₂OH + NaCl